# Et après
Cet article concerne le film. Pour le roman, voir Et après... (roman).
Pour plus de détails, voir Fiche technique et Distribution.
Et après (Afterwards), est un thriller franco-canado-germano-américain réalisé par Gilles Bourdos, tourné en 2007 et sorti en 2008.
Le scénario est tiré du roman éponyme de Guillaume Musso, publié en 2004.

## Synopsis
À l'automne 1972, sur un ponton en bois au bord d'un lac de l'île de Nantucket, deux enfants, Claire et Nathan (8 ans, d'origine française) observent un cygne. Le ponton casse et Claire tombe dans l'eau. Nathan part chercher ses parents en courant à bout de souffle, mais il est percuté par une voiture à proximité de chez lui. Il se voit alors hors de son corps et a l'impression de voler vers une lumière vivante où il se sent bien (voir : expérience de mort imminente). Mais il ne meurt pas ; il sort du coma et un médecin l'interroge sur ce qu'il a vu. Bien des années plus tard, Nathan (Romain Duris), adulte, est avocat à New York et doit traiter un dossier de catastrophe aérienne. Il a épousé Claire (Evangeline Lilly) avec qui il a eu deux enfants, une fille : Tracy (Sara Waisglass) et un garçon : Paul, mais le petit garçon est décédé dans son sommeil et depuis la mort subite du nourrisson, Nathan s'est réfugié dans son travail. Sa femme l'a alors quitté et est partie vivre ailleurs avec leur fille.
Un jour, Nathan rencontre le docteur Joseph Kay (John Malkovich), mystérieux médecin qui se fait connaître sous le titre de « Messager ». Kay prétend savoir que certaines personnes vont mourir lorsqu'il voit un halo blanc qui jaillit d'eux, et pense qu'il est chargé d'aider ces personnes à mettre de l'ordre dans leur vie avant de partir dans l'au-delà. Si Nathan ne croit pas un mot de tout cela, il est néanmoins le témoin de scènes plus que déconcertantes, semblant confirmer les dires du médecin. Nathan est effrayé qu'il puisse aussi lui arriver quelque chose et devient presque paranoïaque.

## Fiche technique
- Titre original : Afterwards
- Titre français et québécois : Et après
- Titre allemand : Ein Engel im Winter
- Réalisation : Gilles Bourdos
- Scénario et adaptation : Gilles Bourdos et Michel Spinosa, d'après le roman éponyme de Guillaume Musso
- Musique : Alexandre Desplat
- Direction artistique : Jory Adam et Colombe Raby
- Décors : Anne Pritchard
- Costumes : Mario Davignon
- Photographie : Ping Bin Lee
- Son : Marc Doisne, Cyril Holtz, Pierre Mertens
- Montage : Valérie Deseine
- Production : Olivier Delbosc, Marc Missonnier, Christian Gagne et Christian Larouche
  - Production exécutive (Nouveau-Mexique) : Alton Walpole
  - Production déléguée : Laurence Clerc, Christine De Jekel
  - Production de segments : Yael Melamede et Eva Kolodner
  - Coproduction : Dirk Beinhold
  - Coproduction déléguée : Sylvain Gagné
- Sociétés de production[1] :
  - France : Fidélité Films, en coproduction avec M6 Films, avec la participation de Canal+ et TPS Star
  - Allemagne : en coproduction avec Akkord Film Produktion GmbH, en association avec Wild Bunch
  - Canada : en coproduction avec Christal Films
  - États-Unis : avec la participation de Mr. Mudd
- Sociétés de distribution[2] : Mars Films (France) ; Vertigo Films Distribution (ex-Victory) (Belgique) ; Frenetic Films (Suisse romande)
- Budget : 10,52 millions d’ €[3]
- Pays de production :  France,  Canada,  Allemagne,  États-Unis
- Langue originale : français, anglais
- Format[4] : couleur - 35 mm - 2,35:1 (Cinémascope) - son DTS | Dolby Digital
- Genre : thriller, drame
- Durée : 107 minutes
- Dates de sortie[5] :
  - Canada : 7 septembre 2008 (Festival international du film de Toronto) ; 2 novembre 2009 (sortie directement en DVD)
  - France, Belgique, Suisse romande : 14 janvier 2009[6],[7]
  - États-Unis : 27 octobre 2009 (sortie directement en DVD)
  - Allemagne : 8 janvier 2010 (sortie directement en DVD)
- Classification[8] :
  - France : tous publics[9]
  - Allemagne : interdit aux moins de 12 ans (FSK 12)
  - Québec : en attente de classement[10]
  - États-Unis : interdit aux moins de 17 ans (R – Restricted)
  - Belgique : tous publics (Alle Leeftijden)[6]
  - Suisse romande : interdit aux moins de 14 ans[11]

## Distribution
Sauf indication contraire, les informations mentionnées dans cette section peuvent être confirmées par la base de données cinématographiques IMDb,  présente dans la section « Liens externes ».
- Romain Duris (VF : lui-même) : Nathan Del Amico
  - Morgan Costa Rouchy (VF : lui-même) : Nathan Del Amico enfant
- John Malkovich (VF : François Marthouret) : Dr Joseph Kay
- Evangeline Lilly (VF : Isabelle Gardien) : Claire Del Amico, épouse de Nathan
- Pascale Bussières (VF : elle-même) : Anna
- Sara Waisglass (VF : Alice de Vitis) : Tracey, fille de Nathan et Claire
- Reece Thompson (VF : Lionel Lingelser) : Jeremy
- Glenda Braganza (VF : Mylène Wagram) : Rachel
- Bruno Verdoni (VF : Christian Gonon) : le docteur
- Joan Gregson (VF : Frédérique Cantrel) : la belle-mère de Kay
- Marianne Farley : Judy
- Alex Kudrytsky : Ivan
- Sally Taylor-Isherwood : Jennifer
- Leni Parker : une employée de bureau
- Catrina Ganey : la femme du métro

Source et légende : version française (VF) sur le site d’AlterEgo (la société de doublage) et selon le carton du doublage français.

## Production

### Tournage

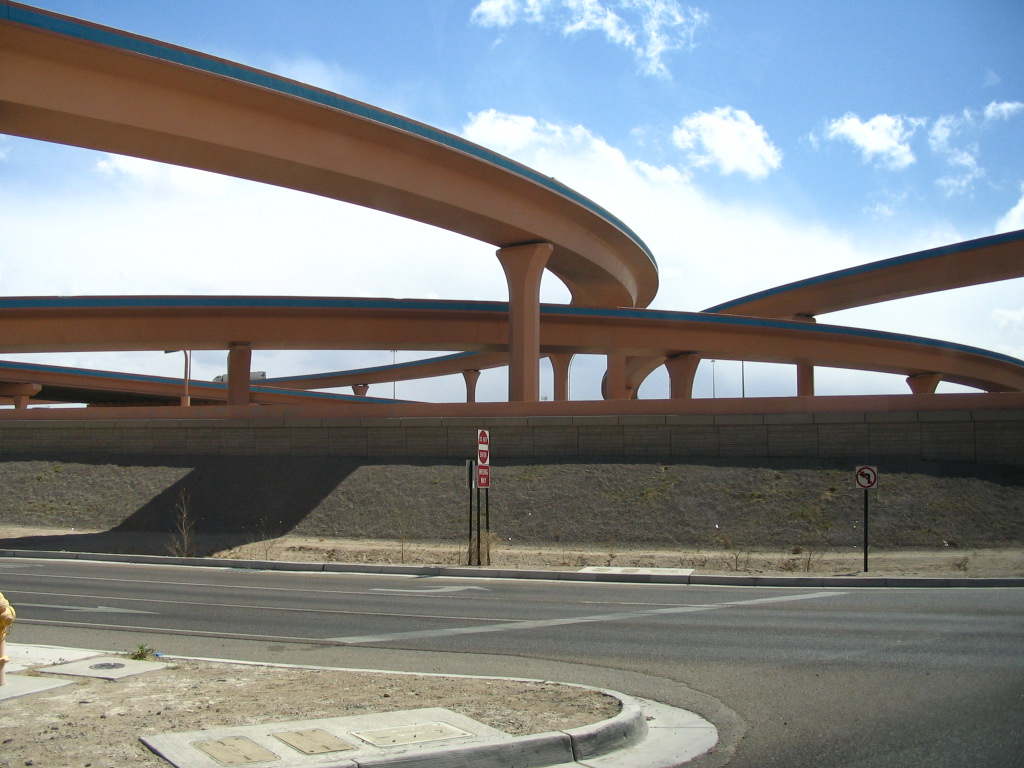
Échangeur autoroutier d'Albuquerque apparaissant dans le film.

Le film est tourné à New York, au Québec et au Nouveau-Mexique : Albuquerque, Alamogordo, Jemez Springs et Tularosa.

## Distinctions

### Récompenses
- Etoiles d'Or de la Presse du Cinéma Français 2010 : Étoile d’or du compositeur de musique originale de films français pour Alexandre Desplat[13].

## Analyse

### Différences entre le roman et le film
Dans le livre, Claire (l'ex-femme de Nathan) s'appelle Mallory, le petit Nathan s'est noyé en voulant la sauver au lieu de se faire écraser, les enfants du couple se nomment Bonnie et Sean (et non Tracy et Paul), le docteur s'appelle Goodrich au lieu de Kay.